# Марянкі (Ліпновський повіт)
Марянкі (пол. Marianki, нім. Lindengart) — село в Польщі, у гміні Тлухово Ліпновського повіту Куявсько-Поморського воєводства.
У 1975-1998 роках село належало до Влоцлавського воєводства.